# Parkia timoriana
Espèce
Classification phylogénétique
Parkia timoriana, appelé communément arbre à haricots, est une espèce de plantes à fleurs de la famille des Fabaceae. C'est un arbre originaire d'Asie.

## Description
Parkia timoriana est un arbre qui peut atteindre 30 mètres.
La feuille est bipennée. Elle est divisée en 20 à 30 paires de folioles pennées ou plus pouvant atteindre 12 cm de long. Chacune est divisée en 50 à 60 paires de folioles plus petites et étroites, mesurant chacune un centimètre de long.
L'inflorescence est une tête qui pend au bout d'un pédoncule jusqu'à 45 cm de long. Le capitule a quelques centimètres de largeur et contient plusieurs fleurs à corolles à cinq lobes.
Le fruit est une longue gousse de légumineuse aplatie, atteignant 36 cm de long, contenant jusqu'à 21 graines noires dures, d'environ 2 cm de long chacune.

## Répartition
Parkia timoriana est originaire de la Thaïlande, de la Malaisie, du Myanmar, de l'Indonésie et de l'Assam en Inde.
Il vit dans les forêts humides, principalement jusqu’à environ 600 m d’altitude.

## Écologie
Les fleurs de Parkia timoriana sont pollinisées par les Pteropodidae, en particulier Eonycteris spelaea, qui se nourrissent du nectar. Les chauves-souris sont des pollinisateurs des fleurs plus efficaces que les insectes.
L'arbre est vulnérable à l'insecte Cadra cautella. La chenille pénètre dans la graine pour la nymphose, se nourrissant de l'intérieur de la graine et la remplissant de sangle. Il consomme aussi les capitules.

## Utilisation
Le bois est utilisé pour le bois de chauffage et le bois d'œuvre. En Afrique, le bois n'est généralement pas utilisé, mais l'arbre est souvent planté à des fins ornementales. C'est un arbre de jardin populaire en Inde, en particulier dans l'Assam et le Manipur. Il tolère le soleil et l'ombre.
Le fruit est un aliment commun en Thaïlande et en Indonésie. Dans la cuisine thaïlandaise, ce légume est assaisonné au curry. À maturité, les graines ont un tégument dur et noir. Les graines peuvent être séchées et stockées. Les graines dégagent une forte odeur de soufre, due à la présence de thioproline. La graine nécessite donc une préparation.
Elle est aussi utilisée dans la médecine traditionnelle.

## Source de la traduction
- (en) Cet article est partiellement ou en totalité issu de l’article de Wikipédia en anglais intitulé « Parkia timoriana » (voir la liste des auteurs).